# Mesas de Ibor
Mesas de Ibor település Spanyolországban, Cáceres tartományban. Mesas de Ibor Castañar de Ibor, Fresnedoso de Ibor, Campillo de Deleitosa, Valdecañas de Tajo, Belvís de Monroy, Valdehúncar és Bohonal de Ibor községekkel határos. Lakosainak száma 152 fő (2024).

## Népesség
A település népessége az elmúlt években az alábbi módon változott:
| Lakosok száma | 221  | 206  | 201  | 173  | 185  | 173  | 186  | 162  | 162  | 152  |
|               | 2001 | 2004 | 2006 | 2009 | 2011 | 2014 | 2016 | 2019 | 2021 | 2024 |